# HMS Terrible (1785)
HMS Terrible (Корабль Его Величества «Террибл») — 74-пушечный линейный корабль третьего ранга. Пятый корабль Королевского флота, 
названный HMS Terrible. Четвёртый линейный корабль типа Culloden. Относился к так называемым «обычным 74-пушечным кораблям», нёс на верхней орудийной палубе 18-фунтовые пушки. Заложен 7 января 1783 года. Спущен на воду 28 марта 1785 года на частной верфи Уэллса в Ротерхите. Принял участие во многих морских сражениях периода французских революционных и наполеоновских войн, в том числе в Битве при Генуе и Сражении у Йерских островов.

## Служба
В начале французских революционных войн он был частью средиземноморского флота, который в 1793 году находился в Тулоне по приглашению роялистов, но был вынужден покинуть город после нападения революционных войск под предводительством капитана Наполеона Бонапарта, который здесь положил начало своей блестящей карьере.
В начале августа 1794 года Terrible (контр-адмирал Скеффингтон Лютвидж, капитан Джордж Кэмпбелл) отправился в Бастию вместе с лордом Худом на Victory в погоне за французской эскадрой, которая стремилась попасть в залив Гуржан. Из-за штормовой погоды британцы вынуждены были вернуться обратно, и французская эскадра получила возможность вернуться в Тулон.
9 марта 1795 года Terrible (капитан Джордж Кэмпбелл) в составе средиземноморского флота отплыл из Ливорно, встретив французский флот на следующий день. На рассвете 13 марта адмирал Уильям Хотэм поднял сигнал общей погони, которая завершилась на следующий день захватом Ca-Ira и Censeur, и два флота разошлись в противоположных направлениях. В сражении Terrible потерял 6 человек ранеными.
8 июля 1795 года флот стал на якоре в заливе Сан-Фьоренцо. Когда были получены сведения, что французский флот находится
неподалеку, британцы бросились в погоню. Противник был обнаружен 13 июля, был отдан приказ для общей погони, но бой
закончился с неопределенным результатом, французы потеряли только один 74-пушечный корабль. В результате на адмирала Уильяма
Хотэма обрушилась волна критики и, возможно, именно поэтому 1 ноября 1795 он был смещен со своего поста.
В 1805 году Terrible, под командованием капитана Генри Паулета, входил в состав эскадры сэра Роберта Кальдера, блокирующей Ферроль. Когда эскадра Вильоме прорвала блокаду Бреста и устремилась в Вест-Индию, Terrible вошел в состав эскадры контр-адмирала Ричарда Стрэчена, которая в поисках французов проследовала прямо к острову Святой Елены, а оттуда на соединение с отрядом коммодора Попхэма, чьей задачей было отобрать у голландцев Кейптаун.
В начале апреля 1806 года эскадра Стрэчана вернулась в Англию для ремонта и пополнения запасов, после чего 19 мая вновь
отправилась на поиски эскадры контр-адмирала Вильоме. После того как в августе эскадра Вильоме была сильно рассеяна после
урагана, Стрэчан перехватил 74-пушечный французский корабль Imputueux, который был вынужден выброситься на берег и затем был сожжен.
Terrible оставался на службе до 1823 года, когда он был выведен из эксплуатации в Чатеме и отправлен в резерв. В 1842 году он был переоборудован в плавучую казарму, с 1829 года использовался в качестве склада для угля. Terrible продолжал службу в этом качестве до 1836 года, когда он был отправлен на слом и разобран.